# Olavi Pesonen

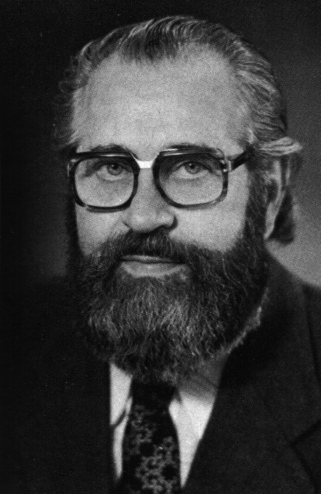
Olavi Pesonen

Olavi Samuel Pesonen (* 8. April 1909 in Helsinki; † 11. November 1993) war ein finnischer Komponist.
Pesonen studierte bis 1932 bei Ilmari Krohn und Leevi Madetoja an der Universität Helsinki. Er setzte seine Ausbildung am Kirchenmusikalischen Institut von Helsinki fort und studierte ab 1934 am Konservatorium, wo er 1938 ein Diplom im Fach Orgel erwarb. Er vervollkommnete seine Ausbildung bei Arthur Willner in Wien (1937), Günther Ramin in Leipzig (1939), Joseph Marx in Salzburg (1943) und Mátyás Seiber in London (1947–52).
Von 1933 bis 1946 wirkte er als Musiklehrer in Helsinki, bis 1956 unterrichtete er dann an der Sibelius-Akademie. Daneben war er von 1935 bis 1941 Chordirigent und von 1946 bis 1955 Organist. Von 1956 bis 1959 war er Lektor an der Pädagogischen Hochschule, danach gehörte er der finnischen Schulbehörde an. Von 1962 bis 1964 war er Präsident des Nordic Council of Composers.
Pesonen stand ursprünglich in der Tradition der Romantik, überschritt dann aber über eine ausgeprägte Chromatik die Grenzen der klassischen Tonalität, so etwa in der Fuga fantastica für Orchester von 1948. Wie diese waren auch seine zwei Sinfonien (1950 und 1952) stark von der Fugentechnik geprägt. Großen Erfolg hatte seine erste Sinfonie beim Nordischen Musikfestival 1951 in Kopenhagen. Neben weiteren Orchesterwerken wie einer Suite und einer Ouvertüre komponierte Pesonen auch Vokalmusik. Zu nennen sind insbesondere Ajat eellehen menevät, ein Stück für Chor a cappella nach der Kalevala aus dem Jahr 1935 und der geistliche Liedzyklus Gott! Wirf mich nicht zu Deinen Steinen, der während seiner Londoner Studienzeit entstand und 1953 erschien.